# Quentin Northrup Burdick
Quentin Northrup Burdick (anglès: Quentin N. Burdick)  (Munich, 19 de juny de 1908 - Fargo, 8 de setembre de 1992) fou senador dels Estats Units, per Dakota del Nord, des del 8 d'agost de 1960 fins a la seva mort. Abans havia estat a la Cambra de Representants dels Estats Units entre el 1959 i 1960. El seu pare fou Usher L.Burdick, també congressista.

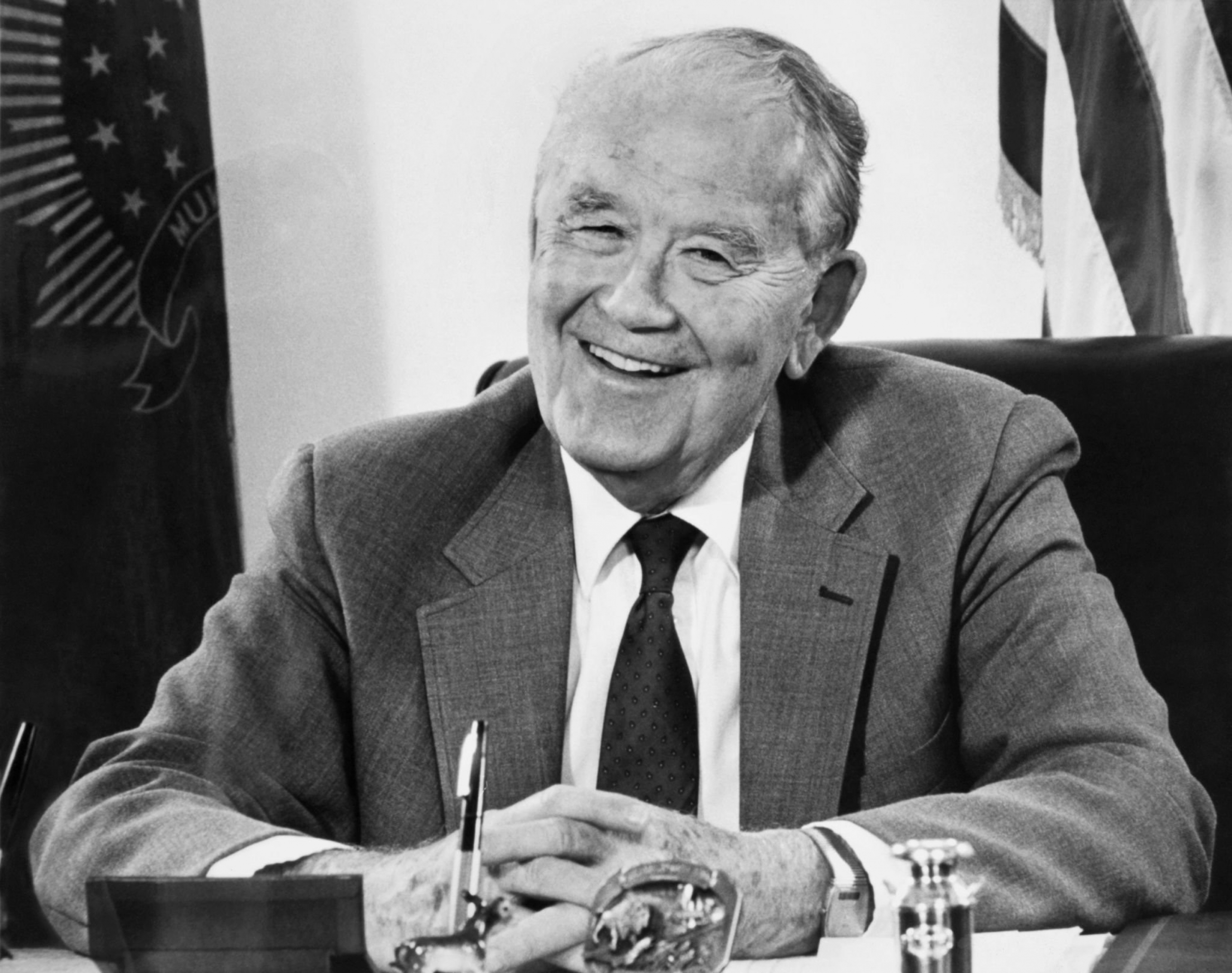
Quentin Northrup Burdick

Burdick va obtenir la llicenciatura en dret a la Universitat de Minnesota.
Quentin Burdick era membre del partit progressista Non-Partisan League, que es va alinear amb el Partit Demòcrata dels Estats Units.
Quentin va esdevenir el cap del Comitè del senat en Medi Ambient i Treballs Públics el 1987.

## A Internet
- biografia
- sobre Quentin Burdick a la Universitat de Dakota del Nord Arxivat 2007-02-08 a Wayback Machine.